# Netzhoppers Königs Wusterhausen
Il Netzhoppers Königs Wusterhausen è una società pallavolistica maschile tedesca con sede a Königs Wusterhausen: milita nel campionato tedesco di 1. Bundesliga.

## Storia
Fondato nel 1991, il Netzhoppers Königs Wusterhausen raggiunge la 1. Bundesliga nel 2006 e vi milita ininterrottamente fino al termine dell'annata 2012-13: nell'annata seguente non riceve la licenza per la massima divisione nazionale, ripartendo quindi dalla 2. Bundesliga. La permanenza in serie cadetta è di un solo campionato, grazie all'immediata promozione in 1. Bundesliga. Nella stagione 2020-21 disputa la prima finale della propria storia, sconfitto dal Rüsselsheim in Coppa di Germania.

## Rosa 2024-2025
| N° | Nome            | Ruolo | Data di nascita   | Nazionalità sportiva |
| -- | --------------- | ----- | ----------------- | -------------------- |
| 2  | Maxim Künitz    | C     | 23 dicembre 1999  | Germania             |
| 3  | Kai Wieser      | P     | 16 novembre 2001  | Germania             |
| 4  | Odin Gnilitza   | C     | 19 gennaio 2001   | Germania             |
| 5  | Daniel Hähnert  | S     | 6 luglio 1998     | Germania             |
| 6  | Lovis Homberger | S     | 11 febbraio 2004  | Germania             |
| 7  | Carl Möller     | C     | 26 gennaio 2004   | Germania             |
| 9  | Hannes Gerken   | P     | 29 maggio 1998    | Germania             |
| 10 | Linus Engelmann | S     | 1º febbraio 2002  | Germania             |
| 11 | Theo Timmermann | S     | 14 settembre 1996 | Germania             |
| 13 | Charlie Peters  | S     | 4 agosto 2000     | Germania             |
| 16 | Leo Bernsmann   | L     | 14 luglio 2004    | Germania             |
| 17 | Yann Böhme      | O     | 2 agosto 1997     | Germania             |